# نقد التعددية الثقافية
نقد التعددية الثقافية يشكّك في مثالية الحفاظ على ثقافات عرقية مستقلة ضمن بلد ما. إن التعددية الثقافية موضع سجال مُسهَب عند بعض الأمم الأوروبية المتعلقة بفكرة وجود أمة واحدة داخل بلادهم. قد يجادل نقد التعددية الثقافية ضد الإدماج الثقافي لمجموعات ثقافية أو عرقية مختلفة في قوانين البلاد وقيمها الحالية. قد يجادل النقاد بدلًا من ذلك من أجل الاستيعاب الثقافي لمجموعات عرقية وثقافية مختلفة في هوية قومية واحدة.

## أستراليا
تجلت الشقاقات في المجتمع الأسترالي عبر التاريخ، إما بين سكان القارة الأصليين والسكان الأوروبيين المستوطنين أو التوترات العرقية الداخلية في عصورٍ أحدث، بشكل أعمال شغب، وعنف في الشوارع، وعصابات عرقية تشكل عقبات كبيرة أمام التعددية الثقافية في البلاد.
تباينت الاستجابة للتعددية الثقافية في أستراليا. شكلت باولين هانسون حزبًا قوميًا معاديًا للهجرة الجماعية في أواخر تسعينيات القرن العشرين، اسمه حزب الأمة الواحدة. لاقى الحزب نجاحًا انتخابيًا وجيزًا، أبرزه كان في ولاية كوينزلاند مسقط رأسه، لكن هُمش انتخابيًا بعدها حتى ولادته الجديدة في عام 2016. في أواخر التسعينيات، نادى حزب الأمة الواحدة بإلغاء التعددية الثقافية زاعمًا أنها تمثل «تهديدًا لأساسات الثقافة والهوية والقيم المشتركة الأسترالية بعينها»، مُجادلًا بأنه لم يكن هناك «سبب يدعو إلى الحفاظ على الثقافات المهاجرة على حساب ثقافتنا القومية المشتركة».
أشعل مقترح قدمته حكومة أستراليا الفدرالية عام 2006 يقتضي طرح فحص مواطنة قسري، من شأنه أن يقيّم مهارات اللغة الإنجليزية ودرجة معرفة القيم الأسترالية، سجالًا جديدًا حول مستقبل التعددية الثقافية في أستراليا. قال الأمين العام البرلماني لشؤون الهجرة والتعددية الثقافية، أندرو روب، في مؤتمر عُقد في نوفمبر من عام 2006 إن بعض الأستراليين قلقون من أن يكون مصطلح «تعددية ثقافية» قد تحول على يد مجموعات ذات مصلحة إلى فلسفة «تُقدم الولاء للثقافة الأصلية على الولاء القومي، فلسفة تشجع تقدمًا منعزلًا، اتحادَ ثقافاتٍ عرقية، لا مجتمعًا واحدًا». وأضاف: «مجتمع من الثقافات المستقلة يشجع عقلية الحقوق بدلًا عن عقلية الواجبات. الأمر مسبب للتفرقة. ويؤدي عملًا مضادًا للاندماج السريع والفعال». استُهل فحص المواطنة الأسترالي في أكتوبر من عام 2007 لكل المواطنين من سن 18 وحتى 60.
في يناير من عام 2007، أزالت حكومة جون هوارد كلمة «تعددية ثقافية» من اسم دائرة شؤون الهجرة والتعددية الثقافية، ليصبح اسمها دائرة الهجرة والمواطنة.

### نقد فكري
كان أوائل نقاد التعددية الثقافية الأكاديميين في أستراليا الفيلسوفان لاشلان تشيبمان وفرانك نوفلماتشر، وعالمة الاجتماع تانيا بيريل، والعالم السياسي ريموند سيستيتو. كان تشيبمان ونوفلماتشر قلقين بسبب التهديدات التي تواجه التلاحم الاجتماعي، بينما قلق بيريل كان من حجب التعددية الثقافية للنفقات الاجتماعية المتعلقة بالهجرة واسعة النطاق التي يقع أشدها على المهاجرين غير المؤهلين الواصلين حديثًا. أقام سيستيتو حججه على دور الأحزاب السياسية. جادل بأن الأحزاب السياسية كان لها دور فعال في مزاولة سياساتِ تعددية ثقافية، وأن هذه السياسات من شأنها إرهاق النظام السياسي وغير نافعة في تعزيز فهم أفضل في المجتمع الأسترالي.
كان المؤرخ رفيع المستوى جوفري بليني، رغم ذلك، أول من كسب اعترافًا عامًا بقضية معاداة التعددية الثقافية عندما كتب أن التعددية الثقافية تهدد بتحويل أستراليا إلى «تكتل قبائل». في كتابه الكل لأجل أستراليا الذي أطلقه عام 1984، نقد بليني ميل التعددية الثقافية إلى «التشديد على حقوق الأقليات العرقية على حساب الأكثرية الأسترالية» وجنوحها إلى «معاداة البريطانيين»، مع أن «البريطانيين والأيرلنديين يشكلون طبقة مهيمنة من مهاجري ما قبل الحرب وأكبر مجموعة منفردة من مهاجري ما بعد الحرب».
وفقًا لبليني، فإن سياسة كهذه، «بتشديدها على ما هو مختلف وعلى حقوق الأقلية الحديثة بدلًا من الأكثرية القديمة»، كانت تخلق شقاقًا لا داعي له وتهدد اللُّحمة القومية. احتج قائلًا: «إن الدليل يظهر بوضوح فشل العديد من المجتمعات متعددة الثقافة وأن الخسائر البشرية نتيجة الفشل كانت كبيرة»، وحذّر: «يجب علينا أن نفكر بحرص شديد في مخاطر تحويل أستراليا إلى مختبر تعددٍ ثقافيٍّ ضخمٍ من أجل مصلحة مفترضة لشعوب العالم».

كتب بليني، في واحدة من انتقاداته الغفيرة للتعددية الثقافية:
إن التعددية الثقافية شبه إهانة بالنسبة لملايين الأستراليين الذين لا يملكون أمة أخرى يرتدّون إليها. إنها مسببة للشقاق. وتهدد اللُّحمة الاجتماعية. يمكنها، على المدى البعيد، إحاقة الخطر بالأمن العسكري لأستراليا لأنها تنشئ جيوبًا عرقيةً في البلاد قد يلتمس أفرادها المساعدة من أوطانهم الأصلية عند الأزمات.
بقي بليني ناقدًا دؤوبًا للتعددية الثقافية حتى تسعينيات القرن الماضي، شاجبًا التعددية الثقافية بصفتها «عارًا أخلاقيًا، وفكريًا، واقتصاديًا».
كان المؤرخ الراحل جون هيرست ناقدًا فكريًا آخر للتعددية الثقافية. جادل بأن التعددية الثقافية حين كانت تلبي حاجات السياسات العرقية ومطالب بعض المجموعات العرقية بتمويل حكومي من أجل تعزيز هوياتها العرقية المنفصلة، فقد كانت مفهومًا يُنذر بناءُ سياسةٍ قوميةٍ عليه بالمخاطر.
احتج النقاد المرتبطون بمركز البحوث المدنية والسكانية في جامعة موناش بأن كلا فصيلي اليمين واليسار في حزب العمال الأسترالي تبنى وقفةَ تعددية ثقافية لأغراض تتعلق بزيادة دعمه ضمن الحزب. كان إنشاء أفرع عرقية ضمن حزب العمال والتكديس العرقي للأفرع تجليًا لهذا النوع من تبني التعددية الثقافية.
عقب الزيادة المفاجئة في دعم حزب الأمة الواحدة في عام 1996، نشر عالم الأنثروبولوجيا الأسترالي من أصل لبناني غسان حاجي نقدًا للتعددية الثقافية الأسترالية عام 1997 في كتاب أمة بيضاء.

## كندا
يصر العديد من الكيبيكيين، بصرف النظر عن سياسة الثنائية اللغوية الرسمية في البلاد، على أن التعددية الثقافية تهدد بتقليصهم إلى مجرد مجموعة إثنية أخرى. تسعى سياسة كيبيك إلى تعزيز التداخل بين الثقافات، والترحيب بالناس مع اختلاف أصولهم، وتصر في الوقت نفسه على دمجهم في مجتمع الأكثرية الناطقة بالفرنسية في كيبيك. في عام 2008، اعترفت لجنة استشارية حول ممارسات المواءمة في ما يخص الاختلافات الثقافية، يرأسها عالم الاجتماع جيرار بوشارد والفيلسوف تشارلز تيلور، بأن كيبيك في الحقيقة مجتمع تعددي، لكن النموذج الكندي للتعددية الثقافية «لا يبدو مناسبًا تمامًا للظروف في كيبيك».
وفقًا لدراسة أجرتها جامعة فيكتوريا، هناك العديد من الكنديين الذين لا يشعرون بحس انتماء قوي إلى كندا، أو لا يمكنهم الاندماج في المجتمع نتيجة للجيوب العرقية. يختار العديد من المهاجرين إلى كندا الحياة في جيوب عرقية لأن ذلك قد يكون أكثر سهولة من التلاؤم في الثقافة الكندية السائدة.